# 練馬区立石神井南中学校
練馬区立石神井南中学校（ねりまくりつしゃくじいみなみちゅうがっこう）は、東京都練馬区にある区立中学校。2024年(令和六年)4月時点の生徒数は10学級354名。 

## 沿革
(この節の出典)
- 1961年（昭和36年）4月1日 - 開校
- 1962年（昭和37年）7月5日 - 校地拡張
- 1963年（昭和38年）3月15日 - 体育館竣工
- 1969年（昭和44年）4月1日 - 通学区域拡張（南田中の一部、富士見台一丁目、二丁目）
- 1970年（昭和45年）7月10日 - プール竣工
- 1972年（昭和47年）5月12日 - 光化学スモッグによる大規模被害はじまる（5月下旬には休校措置）
- 1979年（昭和54年）4月1日 - 南が丘中学校の分離（移転は6月30日）
- 1981年（昭和56年）3月 - 校歌制定

## 通学区域
北は石神井川、西はおおむね井草通りを境とし、南は千川通りで杉並区と接し、東はおおむね旧早稲田通りを境界としている。
- 下石神井一丁目
- 下石神井二丁目
- 下石神井三丁目（1-10、16-22、26-37）
- 下石神井四丁目
- 下石神井五丁目
- 下石神井六丁目
- 上石神井三丁目（5-6）

## 進学前小学校
区立中学校選択制度があり区内の遠方から通学している生徒もいるが、学区指定による小学校は以下の通り。※印は小中一貫教育連携校。
- 下石神井小学校(※)
- 石神井小学校

## 学区内の主な施設
- 石神井消防署
- ちひろ美術館

## 交通
- 西武新宿線上井草駅から徒歩15分
- 西武バス（荻11）・関東バス（阿50）喜楽沼バス停から徒歩5分

## 卒業生
- 石井琢磨 - ピアニスト、クラシック系YouTuber。中学3年時に編入、サッカー部に所属していた。現在はウィーン在住[4]
- 大山即席斎 - 即席麵評論家、エッセイスト